# Bataille de Cogorderos
Guerre d'indépendance espagnole
Batailles
- Olivença (01-1811)
- Gebora (02-1811)
- Campo Maior (03-1811)
- 1re Badajoz (04-1811)
- Fuentes de Oñoro (05-1811)
- Albuera (05-1811)
- Usagre (05-1811)
- Cogorderos (06-1811)
- Carpio (09-1811)
- El Bodón (09-1811)
- Aldeia da Ponte (09-1811)
- Arroyomolinos (10-1811)
- Tarifa (12-1811)
- Navas de Membrillo
- Almagro (01-1812)
- 2e Ciudad Rodrigo (01-1812)
- 2e Badajoz (03-1812)
- Villagarcia (04-1812)
- Almaraz (05-1812)
- Maguilla (06-1812)
- Arapiles (07-1812)
- García Hernández (07-1812)
- Majadahonda (08-1812)
- Retiro (08-1812)
- Madrid (08-1812)
- Burgos (09-1812)
- Villodrigo (10-1812)
- Tordesillas (10-1812)
- Alba de Tormes (11-1812) (es)
- San Muñoz (11-1812)

La bataille de Cogorderos se déroule le 23 juin 1811 à Cogorderos, en Espagne, dans le cadre de la guerre d'indépendance espagnole. Elle oppose les troupes françaises commandées par le général de brigade Jean André Valletaux à l'armée espagnole du général Francisco Taboada y Gil. Après sept heures de combat, les Français sont battus et se replient en direction de León. En dépit de ce succès espagnol, l'approche de la division du général Jean Pierre François Bonet oblige Taboada à reculer sur Astorga. Bonet et le maréchal Bessières décident, à la suite de cet affrontement, de suspendre l'envoi de troupes supplémentaires en Estrémadure, ce qui favorise la progression du vicomte Wellington dans le sud du pays.

## Contexte

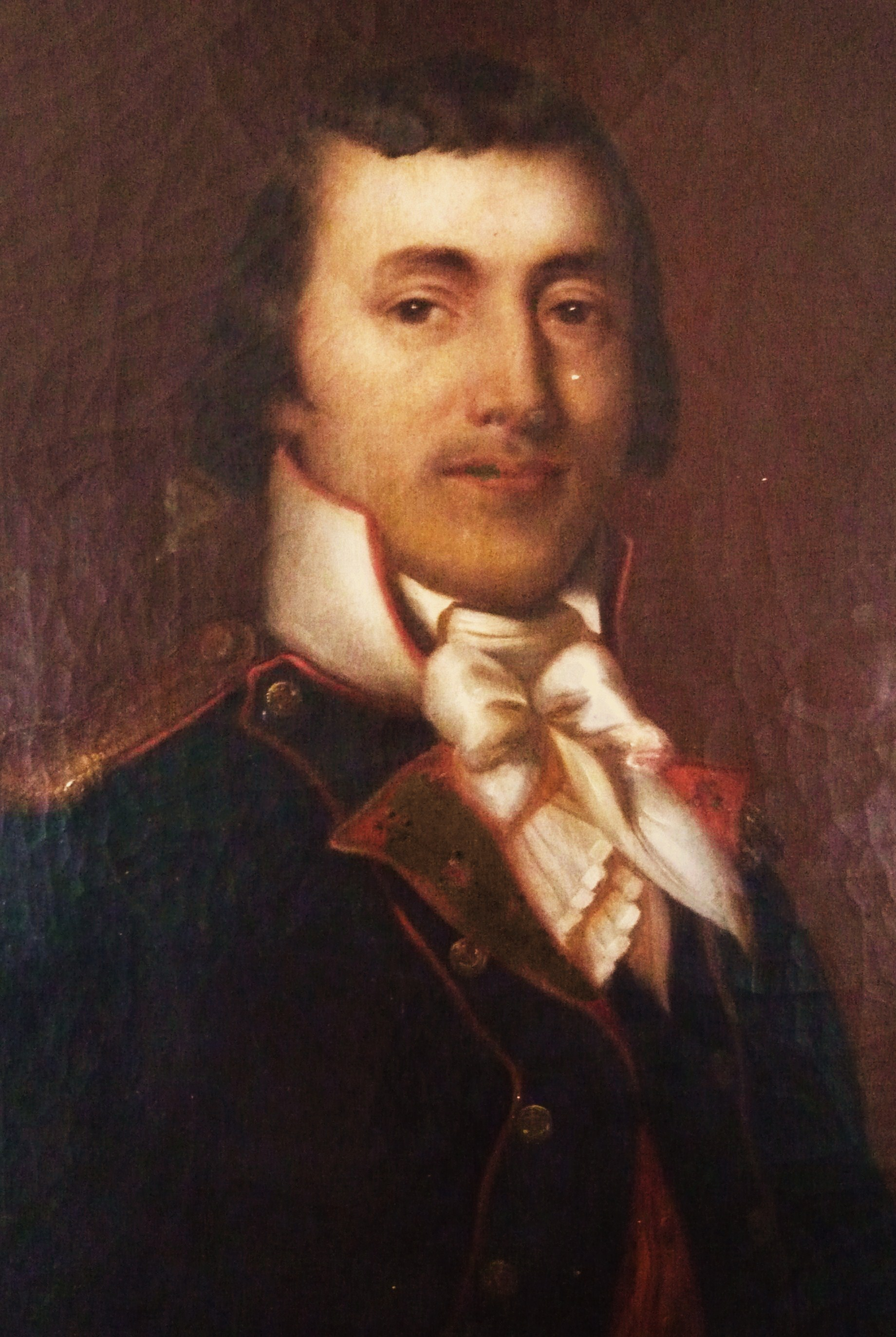
Le général Jean André Valletaux. Portrait d'époque.

En juin 1811, les Français occupent la province de León en Espagne. Cependant, les troupes espagnoles du maréchal José María Santocildes attaquent la garnison française de León et contraignent les soldats impériaux à évacuer la ville. Le commandant français, le général Jean-Baptiste Jeanin, détruit en partie les murailles de la ville et se replie sur Benavente le 19 juin. Trois jours plus tard, Santocildes fait son entrée dans León mais l'approche de renforts français l'incite rapidement à évacuer les lieux.
Pendant ce temps, le général Jean Pierre François Bonet quitte les Asturies pour la province de León et concentre ses troupes sur la rive droite de la rivière Órbigo. Le matin du 23 juin, les 5 000 hommes du général de brigade Jean André Valletaux relèvent la garnison française de Benavides et, au prix de lourdes pertes, repoussent les Espagnols qui se retirent sans grands dommages. Valletaux décide alors d'attaquer les troupes du général Francisco Taboada y Gil postées à hauteur du village de Cogorderos.
L'effectif des troupes participant à la bataille est, pour les Français, de 3 000 hommes selon José Muñoz Maldonado et d'environ 1 500 hommes pour Digby Smith. En ce qui concerne les forces espagnoles, Maldonado donne une estimation de 6 000 à 7 300 hommes alors que celle de Smith ne dépasse pas 2 000 soldats.

## Déroulement de la bataille
En dépit de sa méconnaissance de la composition des troupes de Taboada et de sa propre infériorité numérique, Valletaux passe à l'attaque. Les Espagnols résistent avec ténacité aux assauts français pendant plus de quatre heures, jusqu'à l'arrivée sur le terrain du brigadier-général Federico Castañón avec trois bataillons du régiment Oviedo, commandé par le colonel Pedro Méndez de Vigo. De concert avec la cavalerie de Taboada, les nouveaux arrivants prennent les Français de flanc et décident du sort de la bataille. L'armée espagnole mène en effet trois charges successives qui infligent de lourdes pertes aux Impériaux, lesquels se résignent à battre en retraite après sept heures de combat, laissant derrière eux une grande quantité d'armes et de matériel ainsi que plusieurs centaines de prisonniers, dont onze officiers. Le général Valletaux, tué lors de la première charge espagnole, figure parmi les victimes. Les troupes de Taboada, lancées à la poursuite de leurs adversaires vaincus, s'emparent en outre de trois aigles régimentaires. 
Selon Maldonado, les pertes françaises s'élèvent à 500 morts ou blessés tandis que les Espagnols ne déplorent que 17 tués et 83 blessés. Digby Smith donne quant à lui le chiffre de 450 tués, blessés ou prisonniers du côté français et indique que les pertes espagnoles sont « légères ».

## Conséquences
Les vainqueurs suivent leurs adversaires jusqu'à León où stationne le gros des forces françaises sous les ordres du général Bonet. Celui-ci ne tarde pas à recevoir l'appui de son homologue Jean-Mathieu Seras ainsi que du maréchal Bessières en personne. Devant l'arrivée des colonnes de renfort françaises, Santocildes juge prudent de rebrousser chemin et se réfugie dans les montagnes de Galice. Par la suite, le commandement français décide de suspendre l'envoi de troupes en Estrémadure, ce qui favorise la progression de l'armée anglo-hispano-portugaise du vicomte Wellington dans le sud du pays.